# 伊藤裕彰
伊藤 裕彰（いとう ひろあき）は日本の映画監督。横浜放送映画専門学院（現・日本映画大学）2期卒業。同期には映画監督の細野辰興、脚本家の河本瑞貴、編集技師の只野信也、阿賀英登がいる。

## 略歴
1955年神奈川県生まれ。1973年慶應義塾高等学校を中退。横浜放送映画専門学院（現・日本映画大学）在学中、前田陽一に師事する。

## 主な作品

### 映画
助監督
- 『あぶない刑事』（1987年）
- 『いこかもどろか』（1988年）
- 『六本木バナナ・ボーイズ』（1989年）

監督
- 『オルゴール』（1989年）
- 『ウォータームーン』（1989年）
- 『撃てばかげろう』（1991年）
- 『泣きぼくろ』（1991年）
- 『だんご三兄弟を歌おう!!』（1999年）
- 『CHANGE THE WORLD!』（2005年）
- 『メールで届いた物語』（2005年）

### OV
- 『となりの凡人組』（1993年）
- 『となりの凡人組2』（1994年）
- 『となりの凡人組3』（1994年）
- 『女教師日記2 暴かれた性』（1996年）
- 『あやしい人妻 テレクラ・リポート』（1996年）
- 『狙われたアイドル 実録ストーカー』（1997年）
- 『今日から俺は!! 嵐を呼ぶ十七才』（1997年）
- 『今日から俺は!! ガッツだぜ十七才』（1997年）
- 『BE-BOP HIGHSCHOOL　頂上作戦・不良狩り篇』（1998年）
- 『BE-BOP HIGHSCHOOL　血染めの学ラン・殉愛篇』（1998年）
- 『新・静かなるドン4』（1998年）

### TV
- 『あぶない刑事』（助監督・1986年）
- 『あきれた刑事』（助監督・1987年）
- 『俺たちルーキーコップ』（監督・1992年）
- 『静かなるドン』（演出・1994年）
- 『静かなるドン・リターンズ』（1995年）
- 『夜逃げ屋本舗』（1999年）